# Municipio de San Pedro de la Cueva
El municipio de San Pedro de la Cueva es uno de los 72 municipios en que se encuentra dividido el estado mexicano de Sonora, cuya cabecera es el pueblo de San Pedro de la Cueva. Colinda al norte con los municipios de Moctezuma y Tepache, al sur con Bacanora y Soyopa, al este con Sahuaripa y al oeste con Villa Pesqueira.

## Demografía
De acuerdo a los resultados del Censo de Población y Vivienda de 2020 realizado por el Instituto Nacional de Estadística y Geografía, la población total de San Pedro de la Cueva es de 1,458 habitantes, de los cuales 793 son hombres y 665 son mujeres.

## Geografía
Posee una superficie de 1.926,36 km², que representa el 1,04% del total estatal. Las localidades más importantes, además de la cabecera, son Suaqui, San José de Batuc, Nuevo Tepupa, Huépari y La Ranchería.
El actual territorio del municipio de San Pedro de la Cueva incluye las áreas que correspondieron a los municipios de Suaqui, Tepupa y Batuc, que desaparecieron al ser inundados por la presa Plutarco Elías Calles (El Novillo).
El municipio de San Pedro de la Cueva tiene un total de 34 localidades, las principales y su población en 2020 son las que a continuación se enlistan:
| Código | Localidad                                                                   | Población |
| INEGI  | Total Municipio                                                             | 1 458     |
| 0001   | San Pedro de la Cueva 29°17′11″N 109°44′10″O / 29.28639, -109.73611         | 958       |
| 0009   | San José de Batuc (Batuquito) 29°12′48″N 109°45′14″O / 29.21333, -109.75389 | 240       |
| 0007   | Nuevo Tepupa 29°10′37″N 109°45′14″O / 29.17694, -109.75389                  | 92        |
| 0003   | Huépari 29°23′49″N 109°49′21″O / 29.39694, -109.82250                       | 40        |

## Clima
San Pedro de la Cueva cuenta con un clima seco cálido*BS(h)hw(x)(e), con una temperatura media máxima mensual de 32.4 °C y una temperatura media mínima mensual de 13.5 °C . La temperatura media anual es de 23.0 °C. La época de lluvias se presenta en verano, en los meses de julio y agosto, con una precipitación media anual de 509.4 milímetros.
| Parámetros climáticos promedio de San Pedro de la Cueva, Sonora (1951-2010)      | Parámetros climáticos promedio de San Pedro de la Cueva, Sonora (1951-2010) | Parámetros climáticos promedio de San Pedro de la Cueva, Sonora (1951-2010) | Parámetros climáticos promedio de San Pedro de la Cueva, Sonora (1951-2010) | Parámetros climáticos promedio de San Pedro de la Cueva, Sonora (1951-2010) | Parámetros climáticos promedio de San Pedro de la Cueva, Sonora (1951-2010) | Parámetros climáticos promedio de San Pedro de la Cueva, Sonora (1951-2010) | Parámetros climáticos promedio de San Pedro de la Cueva, Sonora (1951-2010) | Parámetros climáticos promedio de San Pedro de la Cueva, Sonora (1951-2010) | Parámetros climáticos promedio de San Pedro de la Cueva, Sonora (1951-2010) | Parámetros climáticos promedio de San Pedro de la Cueva, Sonora (1951-2010) | Parámetros climáticos promedio de San Pedro de la Cueva, Sonora (1951-2010) | Parámetros climáticos promedio de San Pedro de la Cueva, Sonora (1951-2010) | Parámetros climáticos promedio de San Pedro de la Cueva, Sonora (1951-2010) |
| Mes                                                                              | Ene.                                                                        | Feb.                                                                        | Mar.                                                                        | Abr.                                                                        | May.                                                                        | Jun.                                                                        | Jul.                                                                        | Ago.                                                                        | Sep.                                                                        | Oct.                                                                        | Nov.                                                                        | Dic.                                                                        | Anual                                                                       |
| -------------------------------------------------------------------------------- | --------------------------------------------------------------------------- | --------------------------------------------------------------------------- | --------------------------------------------------------------------------- | --------------------------------------------------------------------------- | --------------------------------------------------------------------------- | --------------------------------------------------------------------------- | --------------------------------------------------------------------------- | --------------------------------------------------------------------------- | --------------------------------------------------------------------------- | --------------------------------------------------------------------------- | --------------------------------------------------------------------------- | --------------------------------------------------------------------------- | --------------------------------------------------------------------------- |
| Temp. máx. abs. (°C)                                                             | 33.5                                                                        | 38.5                                                                        | 40.0                                                                        | 43.5                                                                        | 46.0                                                                        | 49.5                                                                        | 48.0                                                                        | 47.0                                                                        | 44.0                                                                        | 43.0                                                                        | 42.0                                                                        | 36.0                                                                        | 49.5                                                                        |
| Temp. máx. media (°C)                                                            | 22.8                                                                        | 24.9                                                                        | 27.9                                                                        | 32.2                                                                        | 36.8                                                                        | 40.8                                                                        | 39.2                                                                        | 37.8                                                                        | 37.4                                                                        | 34.8                                                                        | 29.9                                                                        | 24.6                                                                        | 32.4                                                                        |
| Temp. media (°C)                                                                 | 13.9                                                                        | 15.4                                                                        | 18.0                                                                        | 21.5                                                                        | 26.1                                                                        | 30.8                                                                        | 30.5                                                                        | 29.7                                                                        | 28.9                                                                        | 25.4                                                                        | 20.0                                                                        | 15.3                                                                        | 23.0                                                                        |
| Temp. mín. media (°C)                                                            | 5.0                                                                         | 6.0                                                                         | 8.1                                                                         | 10.9                                                                        | 15.4                                                                        | 20.8                                                                        | 21.9                                                                        | 21.5                                                                        | 20.3                                                                        | 16.0                                                                        | 10.2                                                                        | 6.0                                                                         | 13.5                                                                        |
| Temp. mín. abs. (°C)                                                             | -2.5                                                                        | -2.0                                                                        | 1.5                                                                         | 3.0                                                                         | 6.0                                                                         | 6.0                                                                         | 11.0                                                                        | 11.5                                                                        | 12.0                                                                        | 6.0                                                                         | 1.0                                                                         | -5.0                                                                        | -5.0                                                                        |
| Precipitación total (mm)                                                         | 33.9                                                                        | 17.3                                                                        | 9.4                                                                         | 4.9                                                                         | 5.3                                                                         | 24.0                                                                        | 155.9                                                                       | 118.6                                                                       | 52.2                                                                        | 22.3                                                                        | 18.9                                                                        | 46.7                                                                        | 509.4                                                                       |
| Días de precipitaciones (≥ 0.1 mm)                                               | 2.9                                                                         | 1.7                                                                         | 1.2                                                                         | 0.5                                                                         | 0.3                                                                         | 2.3                                                                         | 11.7                                                                        | 8.5                                                                         | 4.7                                                                         | 1.9                                                                         | 1.6                                                                         | 3.6                                                                         | 40.9                                                                        |
| Fuente: Servicio Meteorológico Nacional. Actualizado el 13 de diciembre de 2016. |                                                                             |                                                                             |                                                                             |                                                                             |                                                                             |                                                                             |                                                                             |                                                                             |                                                                             |                                                                             |                                                                             |                                                                             |                                                                             |

## Turismo
En el municipio de  San Pedro de la Cueva, Sonora podrás disfrutar de los atractivos que lo caracterizan como:
La presa El Novillo, que cuenta con un hermoso paisaje, áreas de descanso y zonas para acampar, así como también para realizar excursiones y paseos a caballo y en motocicleta. Además podemos encontrar las ruinas de los municipios de Suaqui, Tepupa y Batuc, que desaparecieron al ser inundados por la presa El Novillo.
Aunque la principal misión de la presa es generar energía eléctrica, cuenta con varias especies acuáticas como: lobina negra, bagre, capree, tilapia, mojarra, lo cual atrae la pesca deportiva regional y con la presencia de personas de Estados Unidos.
Otro atractivo del municipio es disfrutar de las tradiciones tanto del pueblo que es su cabecera municipal como de las demás localidades, las cuales se distinguen por su rica gastronomía, alegres fiestas, paseos y cabalgatas.